# Єфрем Кримський
Єфрем Кримський або Єфрем Херсонеський (? - 7 березня 304) - християнський місіонер, що проповідував в Криму та північному Причорномор'ї. Перший єпископ Херсонесу (Криму). Священомученик.
На початку IV століття в Херсонесі була заснована єпископська кафедра. У цей період Херсонес, що служив базою для римських воїнів, був форпостом Римської імперії. У 301 році, за часів імператора Діоклетіана, Патріарх Єрусалимський Гермон послав у країну тавроскифів, в місто Херсонес, єпископів Єфрема та Василя. Св. Єфрем відправився до скіфів, що жили по Дунаю, де і прийняв від них мученицьку кончину через усікновення чесної глави. Це було 7 березня (близько 304 року).